# Сельскохозяйственная авиация

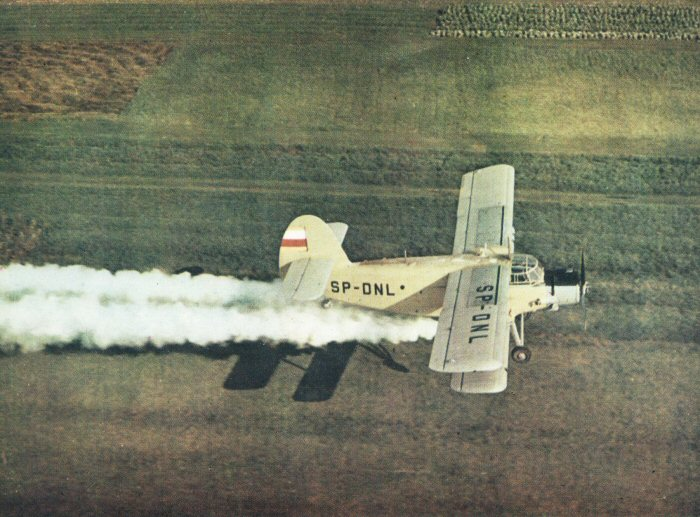
Сельскохозяйственная авиация в работе (Ан-2)

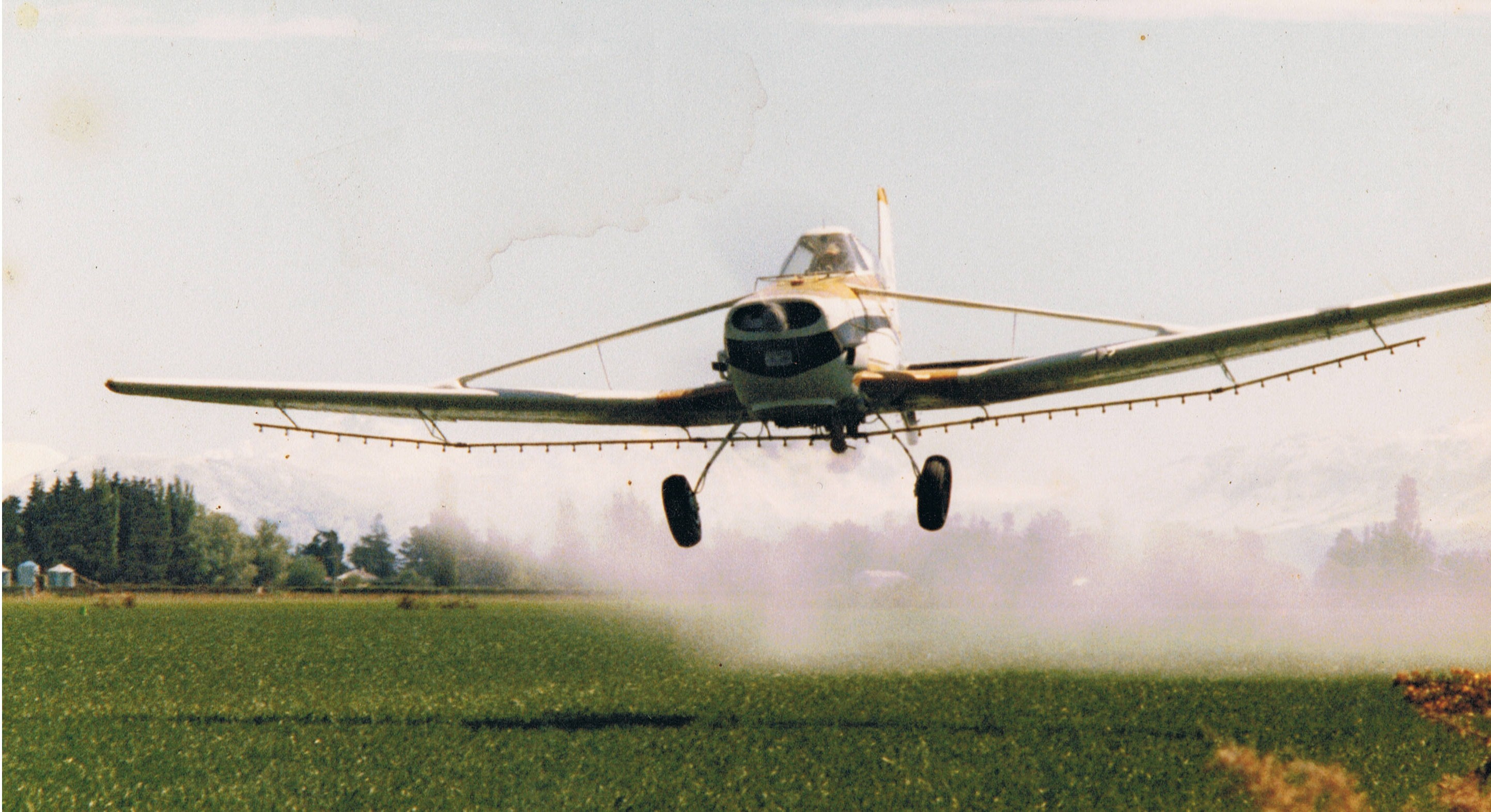
Cessna 188 AGWagon, Новая Зеландия, 1979

Сельскохозяйственная авиация (сельхозавиация) — авиация, используемая для проведения сельскохозяйственных работ (авиационно-химических работ в сельском хозяйстве).
Чаще всего сельскохозяйственная авиация применяется для распыления удобрений, пестицидов, гербицидов, инсектицидов и т.д. на сельскохозяйственные культуры, а также для подкормки сельхозкультур, дефолиации, десикации, несколько реже — для авиасева (гидросеяния — посева семян с потоками воды под давлением).
Термин "сельскохозяйственная авиация" (или "сельхозавиация") является неофициальным и используется людьми для упрощенного обозначения авиационных работ, выполняемых для целей сельскохозяйственного производства.

## Летательные аппараты для авиахимработ
В сельскохозяйственной авиации могут применяться как специально разработанные самолёты и вертолёты, так и адаптированные летательные аппараты с установленным навесным оборудованием для распыления химикатов. В качестве базового самолёта, адаптируемого для сельскохозяйственных задач, чаще всего использовались спроектированные для внеаэродромной эксплуатации массовые самолёты-бипланы, для которых в русской культуре для обозначения сельскохозяйственной авиации распространилось понятие «кукурузник».
В советское время в таком качестве в подавляющем большинстве случаев использовались самолеты типа Ан-2 (объём бака для химической смеси - 1460 л) и вертолеты типа Ми-2 (объём бака для химической смеси - 1200 л).
Примером специально спроектированного сельскохозяйственного самолёта в современной России может служить входящий в Полевой авиационный комплекс сельского хозяйства (ПАК СХ) самолёт Т-500, объём бака для химической жидкости - 500 л.

## Положение дел в сельскохозяйственной авиации современной России
24 мая 2018 г. в Москве была проведена 1-я всероссийская конференция по развитию сельскохозяйственной авиации, организованная Фондом содействия развитию сельского хозяйства. Модератором конференции стал Клим Галиуллин (Президент Фонда содействия развитию сельского хозяйства). В конференции приняли участие представители Министерства обороны РФ, Прокуратуры РФ, Министерства сельского хозяйства РФ (Пётр Чекмарев), Совета Федерации РФ (Сергей Митин), а также эксперты сельского хозяйства и авиации. В ходе работы конференции был составлен план мероприятий — «дорожная карта», которую организаторы планируют реализовать с целью возрождения отрасли сельскохозяйственной авиации.

15-16 сентября 2021 г. в аэропорту «Шушенское» Красноярского края состоялся II Всероссийский конкурс профессионального мастерства пилотов на авиационно-химических работах «Золотые крылья-2021». Кубок победителя и золотые медали конкурса «Золотые крылья-2021» завоевал экипаж краснодарского авиапредприятия АТЦ "Вираж" в составе командира воздушного судна Алексея Каленикова и второго пилота Василия Марченко. Все пилоты-участники конкурса получили призы от организатора и благодарственные письма от Росавиации. Организатором мероприятий выступил Фонд содействия развитию сельского хозяйства при поддержке Федерального агентства воздушного транспорта (Росавиация), авиационного альянса «Аэрохимфлот» и аэропортового комплекса «Шушенское».
«Конкурс пилотов на авиационно-химических работах  показал реальные возможности этого сектора экономики. Кроме того, прошел на высоком профессиональном уровне, с соблюдением необходимых требований авиационной безопасности», -

отметил руководитель Росавиации Александр Нерадько, принимавший участие в торжественной церемонии награждения победителей Конкурса